# John Cleves Symmes Jr.
John Cleves Symmes Jr.  (ur. 1779 w New Jersey, zm. 1829) – filozof przyrody, w roku 1818 opisał teorię Pustej Ziemi jako skorupy o średnicy 1264 km z otworami na obu biegunach o średnicy 2214 km oraz czterema wewnętrznymi skorupami także otwartymi na biegunach. Teorie Symmensa były popularne w Stanach Zjednoczonych i starano się tam zorganizować ekspedycję na biegun południowy, żeby wejść do wnętrza Ziemi.